# Стиль Регентства
Стиль Регентства, или «ридженси» (англ. regency style), — историко-региональный стиль в искусстве Великобритании, сформировавшийся в период Регентства: правления регента Георга, принца Уэльского, будущего короля Георга IV, на время психической болезни его отца, короля Георга III (1811—1820). Согласно одной из принятых периодизаций развития западноевропейского искусства начала XIX века стиль регентства является четвёртой фазой развития георгианского стиля, проявившегося главным образом в архитектуре и декоративно-прикладном искусстве.
Во Франции и отчасти в России в это время доминировал стиль ампир, поэтому и английский «ридженси» иногда именуют «британским ампиром», что неточно, поскольку содержание эпохи и «особенности искусства туманного Альбиона в это время, особенно в оформлении интерьера и мебели, скорее, ближе так называемому староанглийскому стилю и германо-австрийскому бидермайеру». Схожий стиль того же времени (1785—1815) в США называют «федеральным стилем». В одежде для мужчин этого времени образцом служил денди Бо Браммелл, для женщин — силуэт ампир.
В начале своего развития стиль отметился значительным снижением строительства из-за наполеоновских войн, в результате которых сокращались государственные расходы на строительство, наблюдалась нехватка строительных материалов. В 1810 году разразился крупный финансовый кризис, и единственным надёжным капиталовложением стали дома, по крайней мере, в Лондоне. Однако после победы в битве при Ватерлоо в 1815 году войны прекратились, и на фоне возросшей уверенности британцев наступил длительный финансовый подъём. Большая часть архитектуры эпохи Регентства относится к этому периоду.

## Общая характеристика стиля
Отдельные элементы «английского ампира» (если допустить такое название) можно найти в искусстве предыдущего периода — позднегеоргианском стиле (1765—1811). С другой стороны, английские историки искусства часто объединяют время регентства с последующими — собственным правлением Георга IV (1820—1830) и кратким царствованием его младшего брата Вильгельма IV Ганноверского (1830—1837) — в один исторический период позднего английского классицизма, после которого, как и в других европейских странах, в Великобритании начинается период историзма, или «викторианского стиля».
В период «ридженси» в Англии работали выдающиеся архитекторы Джон Нэш и сэр Джон Соун. Дж. Нэш отдал дань и «готическому возрождению», и неоклассицизму, а также романтическому течению «пикчуреск», построив причудливой формы Королевский павильон в Брайтоне (1815—1822). В Лондоне Дж. Нэш оформил фасады Риджент-стрит (улицы, названной в честь принца-регента), своеобразно трактовав формы европейского классицизма, а также создал «кресчент» — полукруг зданий Риджентс-парка (1812—1821) в северной части столицы. В 1828 году по проекту Нэша на углу Гайд-парка возвели Мраморную арку (Marble Arch) в память побед над Наполеоном при Трафальгаре и Ватерлоо. В 1825—1830 годах по проекту Нэша для Георга IV перестраивали интерьеры Букингемского дворца. Джон Соун был убеждённым палладианцем, в 1776—1779 годах работал в Италии, где собрал обширную коллекцию произведений античного искусства и в 1812 году создал Музей Джона Соуна. Однако в позднем творчестве Соун эклектично смешивал элементы классицистической и готической архитектуры.
Период регентства в Англии — время увлечения антиками и любительскими археологическими экспедициями. В этот период было создано знаменитое Общество дилетантов. В загородных коттеджах позднегеоргианского стиля соединяли традиционную кирпичную кладку с портландским камнем, резьбу по дереву — с элементами декора из кованного металла и «лепниной» из гипса «в ампирном стиле». В моду входили крытые галереи и оранжереи на чугунных столбах с ажурными решетками, веранды и балконы «на французский манер» — непрерывной лентой по периметру здания.
Романтическая поэзия начала XIX века способствовала увлечению «пейзажными парками» с причудливыми сооружениями — руинами, каскадами, гротами, фермами. В интерьерах «греческие комнаты» с отделкой «à la antique» чередовались с «турецкими» (тюркри), «готическими», «китайскими» (шинуазри) и «египетскими». Интерьеры украшали «этрусскими» (на самом деле древнегреческими) расписными вазами или их имитацией, в том числе мастеров фирмы «Адельфи». Кресла и стулья «чиппендейл» соседствовали со столиками «баттерфляй», а росписи в «помпейском стиле» контрастировали с готическими порталами.

## Ведущие архитекторы
Джон Нэш — наиболее яркий представитель стиля Регентства. Его ученики распространяли его стиль, некоторые, как например, Пьюджина, позднее обратились к неоготике. В Лондоне сохранились целые улицы и районы, сформировавшиеся в период Регентства: Риджентс-парк и Риджент-стрит, районы Виктория, Пимлико, Мейфэр. Архитектор Джон Соун был одним из немногих экспериментаторов в границах неоклассицизма и палладианского стиля, оставаясь при этом вполне оригинальным.
Общественные здания Джорджа Дэнса-младшего, городского архитектора Лондона с 1768 года, предшествовали стилю Регентства, хотя сам архитектор редко проектировал после 1798 года. Роберт Смёрк работал как в стиле классицизма (здание Британский музей |Британского музея в Лондоне), так и в стиле «готического возрождения». Вместе с Нэшем и Соуном он входил в Совет городских работ. В конкурсе на расширение Виндзорского замка для короля Георга IV стоимостью более миллиона фунтов, что в три раза превышало первоначальный бюджет, приняли участие Смёрк, Нэш, Соун и Джеффри Уайтвилл, который в итоге выиграл конкурс. У Джона Нэша было много учеников и помощников, таких как Джеймс Пеннеторн и молодой Децимус Бёртон, проявивший себя в следующую, викторианскую эпоху; сыновья Хамфри Рептона: Джон Адей Рептон и Джордж Стэнли Рептон; Энтони Салвин; Джон Фулон (1772—1842); Фредерик Крейс; Ф. Х. Гринуэй; Джеймс Морган; Джеймс Пеннеторн; Джордж Ричард Пейн.

## Жилые дома
Многие жилые здания в стиле Регентства оштукатурены и выкрашены в белый цвет, главный вход и парадная дверь (обычно чёрного цвета) фланкировались двумя колоннами. В центрах городов доминировала блокированная застройка. В моду входили элегантные кованые балконы и эркеры. Загородные дома возводили различной композиции и размеров и, в отличие от более скромного и негабаритного георгианского строения для среднего класса, оформляли в традициях палладианского стиля.
Большие загородные ансамбли усадебных домов и парков возводили в живописном стиле «пикчуреск». Всё большую популярность приобретал неготический стиль; многие архитекторы обращались к различным стилям по требованию заказчиков. Эшридж (до 1817), Бивер-Касл и Фонтхиллское аббатство (до 1813 года, ныне разрушено) были созданы Джеймсом Уайеттом, который в поздние годы специализировался на экстравагантных «готических домах». Сецинкот-хаус (1805) спроектирован Сэмюэлем Пепис-Кокереллом в «индо-сарацинском стиле» для вернувшихся из Британской Индии «набобов». Королевский павильон (до 1822 года) Джона Нэша — приморский дом принца-регента внешне напоминает индийскую архитектуру, но в интерьерах присутствуют элементы стиля шинуазри работы Фредерика Крейса.

## Церкви
До принятия Закона о церковном строительстве в 1818 году возведение церквей более пятидесяти лет оставалось на низком уровне. По новому закону с 1820 до 1850-х годов церкви строили на бюджетные деньги. В ранний период Регентства в строительстве храмов преобладал неоготический стиль. Здания неогреческого стиля дополнялись модифицированными барочными и неоклассическими элементами

## Общественные здания
В период Регентства расширялось строительство общественных зданий. В Лондоне в 1813—1819 годах за счёт частных пожертвований и сборов платы за проезд были построены три моста через Темзу: Воксхолльский, Ватерлоо и Саутуорк. В связи с интенсивным развитием городской торговли возник спрос на строительство больших торговых центров и галерей, в том числе крытых аркад, самой ранней из которых стала аркада Бёрлингтона в Лондоне (1815—1919).

## Центры развития нового стиля
Стиль Регентства охватывал не только Лондон. Так, например, новые курортные города стремились подражать успеху Бата, Сомерсета и Бакстона. Модными курортами стали Брайтон и другие прибрежные городки, расширялись и иные центры — Ройал-Лимингтон-Спа в Уорикшире, пригород Клифтона в Бристоле, Танбридж Уэллс, Ньюкасл-апон-Тайн и Челтенхем.
- Кресчент-парк. Лондон. 1812—1821. Архитектор Дж. Нэш
- Муниципальные здания. Челтенхем
- Ройал-Лимингтон-Спа
- Кресчент-Ройал-Лимингтон
- Вилла Эдгбастон, пригород Бирмингема. 1820-е годы
- Двухквартирные дома. Долиш[англ.], Тинбридж